# 제니 (인형)
제니(Jenny, ジェニー)는 다카라(현재 다카라토미로 알려진 일본 장난감 회사)에서 1982년부터 생산한 10½인치 패션 돌이다. 인형은 다라카 바비로 알려졌으며, 1986년 다카라가 마텔과의 라이선스 계약이 끝난 후 인형 이름이 "제니"로 변경되었다. 타카라 바비는 서양 바비와 다르다. 다카라 바비는 더 짧은 키, 크고 둥근 만화 스타일의 눈, 닫힌 입으로 일본인 선호도에 더 잘 어필하도록 변경되었다. 서양인과 마찬가지로 제니는 스트리트 패션, 교복, 기모노 및 "초고속 열차 스튜어디스 제니"(Bullet-Train Stewardess Jenny)와 같은 기타 독특한 일본 의상을 포함하는 다양한 의상을 입는다.

## 이름
1986년 이전에는 이 인형의 이름은 다카라 바비였다. 1986년 다카라는 마텔과의 라이선스 계약을 종료하고 다카라 바비의 디자인에 대한 권리를 소유하면서 인형의 새로운 이름을 고안했다. 이름 변경에 대한 설명은 제니가 제니라는 제목의 연극에서 묘사된 바비 캐릭터의 이름이라는 것이다. 연극은 성공했고 바비는 자신의 캐릭터 이름과 너무 연관되어 이름을 제니로 바꾸기로 결정했다. 제니의 남자친구 이름이 '다카라 켄'에서 '제프'로 바뀌었다.